# Dersu Uzala - Il piccolo uomo delle grandi pianure
Dersu Uzala è un film del 1975, diretto da Akira Kurosawa.
Pellicola di produzione sovietico-nipponica tratta dai libri biografici, il primo col titolo omonimo del 1923 e l'altro intitolato Nel profondo Ussuri, scritti dall'esploratore russo Vladimir Klavdievič Arsen'ev, in cui sono riportate notizie circa le sue numerose esplorazioni nel Sichotė-Alin', una regione della Siberia, risalenti ai primi anni del XX secolo.
Akira Kurosawa non riconobbe la versione italiana del film a causa dei tagli di montaggio fatti da Giuseppe Bertolucci e Kim Arcalli.

## Trama
1910: il film inizia in un'area al limite di una città in costruzione nella foresta disboscata, dove il dottor Arsen'ev cerca una tomba; la tomba di Dersu Uzala. Il film quindi è raccontato per flashback delle precedenti esplorazioni di Arsen'ev, prima che fosse costruito il villaggio.
1902: gli uomini di una spedizione topografica, guidati dal capitano Arsen'ev, incontrano un nomade, appartenente al gruppo etnico Hezhen, chiamato Dersu Uzala, originario di quei luoghi, che accetta di far loro da guida in quei territori impervi. Inizialmente visto come un rozzo ed eccentrico vecchio, Dersu guadagna il rispetto dei soldati grazie alla sua grande intelligenza, l'abilità nello sparare, il suo istinto, l'acuto senso di osservazione e la sua profonda umanità. Dersu Uzala salva le vite del capitano Arsen'ev e di uno dei suoi uomini per ben due volte. Fra i due nasce una grande amicizia. Alla fine della spedizione l'uomo lascerà i soldati presso i binari della ferrovia e ritornerà nuovamente nella foresta.
Cinque anni dopo, nel 1907, i due amici si incontrano di nuovo nella foresta, durante una nuova spedizione di Arsen'ev. Dersu si unirà nuovamente al drappello. In questo lasso di tempo Dersu è invecchiato, ma soprattutto col passare dei mesi diventa miope e non riesce più a centrare le sue prede e perciò non è più in grado di cacciare. Arsen'ev, preoccupato che non riesca più a sopravvivere nella foresta, lo porta a casa sua, nella città di Chabarovsk, dove risiede con la sua famiglia. Dersu ben presto si rende conto che non può adattarsi alla vita della città, perciò un giorno chiede al capitano che lo lasci libero di abbandonare la città e di tornare nella foresta.
Così l'amico decide di lasciarlo andare dopo avergli regalato un bellissimo fucile, con un mirino potente che possa aiutarlo a vedere coi suoi deboli occhi. Qualche tempo dopo, Arsen'ev riceve un telegramma che lo informa del ritrovamento del corpo di uno Hezhen non riconosciuto, che tuttavia aveva con sé il suo biglietto da visita, e viene invitato a riconoscere il corpo. Arsen'ev dichiara alla polizia che si trattava di "Dersu Uzala, cacciatore". Un poliziotto gli fa notare che non era stata trovata nessun'arma da caccia vicino al corpo: Dersu era stato ucciso per rubargli il fucile, che Arsen'ev gli aveva regalato nel momento del loro congedo.

## Riconoscimenti
- 1975 - Festival di Mosca
  - Premio FIPRESCI a Akira Kurosawa
  - Gran Premio a Akira Kurosawa
- 1976 - Premio Oscar
  - Miglior film straniero (Unione Sovietica)
- 1977 - David di Donatello
  - Migliore regista straniero a Akira Kurosawa
  - David Speciale alla Mosfil'm (Per la Produzione)